# Raemon (Carolina del Norte)
Raemon es un lugar designado por el censo ubicado en el condado de Robeson en el estado estadounidense de Carolina del Norte. La localidad en el año 2000, tenía una población de 212 habitantes en una superficie de 11.3 km², con una densidad poblacional de 18.9 personas por km².

## Geografía
Raemon se encuentra ubicado en las coordenadas 34°38′09″N 79°20′58″O / 34.635829, -79.349508. Según la Oficina del Censo, la localidad tiene un área total de 11,3 km² (4,4 mi²), de la cual 11,2 km² (4,3 mi²) es tierra y 0,1 km² (0 mi²) (0.92%) es agua.

### Localidades adyacentes
El siguiente diagrama muestra a las localidades en un radio de 16 kilómetros (9,9 mi) de Raemon.

## Demografía
En el 2000 la renta per cápita promedia del hogar era de $10.391, y el ingreso promedio para una familia era de 12.656. En 2000 los hombres tenían un ingreso per cápita de $16.250 contra $23.750 para las mujeres. El ingreso per cápita para la localidad era de $6.585. Alrededor del 65.90% de la población estaba bajo el umbral de pobreza nacional.